# (9939) 1988 VK
1988 في كي (ويعرف أيضًا باسم (9939) 1988 في كي وفق تسمية الكوكب الصغير) (بالإنجليزية: 1988 VK)‏ هو كويكب ضمن حزام الكويكبات؛ وترتيبه 9939 من حيث الاكتشاف.
اكتُشف هذا الجُرم الفلكي بواسطة Takuo Kojima ‏ في 3 نوفمبر 1988.

## وصلات خارجية
- (9939) 1988 VK في قاعدة بيانات مختبر الدفع النفاث لأجرام النظام الشمسي الصغيرة

- الاكتشاف · مخطط المدار ·  العناصر المدارية · المعلمات المادية

- (9939) 1988 VK على موقع ويكي سكاي: DSS2, SDSS, GALEX, IRAS, Hydrogen α, X-Ray, Astrophoto, Sky Map, Articles and images